# Le Furet
Le Furet is een historisch Frans motorfietsmerk waarvan maar één exemplaar bekend is, een 50cc-bromfiets uit 1944.